# Segunda Orden de San Francisco

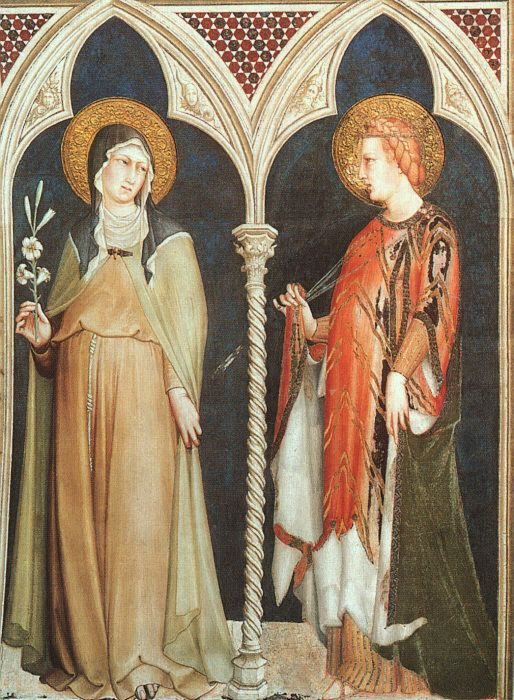
Santa Clara de Asís (izquierda) y Santa Isabel de Hungría (derecha) en la pintura de Simone Martini (1317).

La Segunda Orden de San Francisco es una orden de religiosas de la Iglesia católica. Fueron como damas pobres y posteriormente como clarisas. La orden fue fundada por san Francisco de Asís y santa Clara de Asís el Domingo de Ramos de 1212. Las clarisas fueron la segunda orden franciscana establecida. En 2011 había unas 20.000 monjas clarisas en 75 países.
En la actualidad se compone de las siguientes ramas: clarisas (O.S.C.), clarisas urbanistas (O.S.C.Urb.) clarisas capuchinas (O.S.C.Cap.), clarisas coletinas (O.S.Cl.Col.), hermanas clarisas de la Inmaculada y clarisas de la adoración perpetua (O.C.P.A.).

## Historia

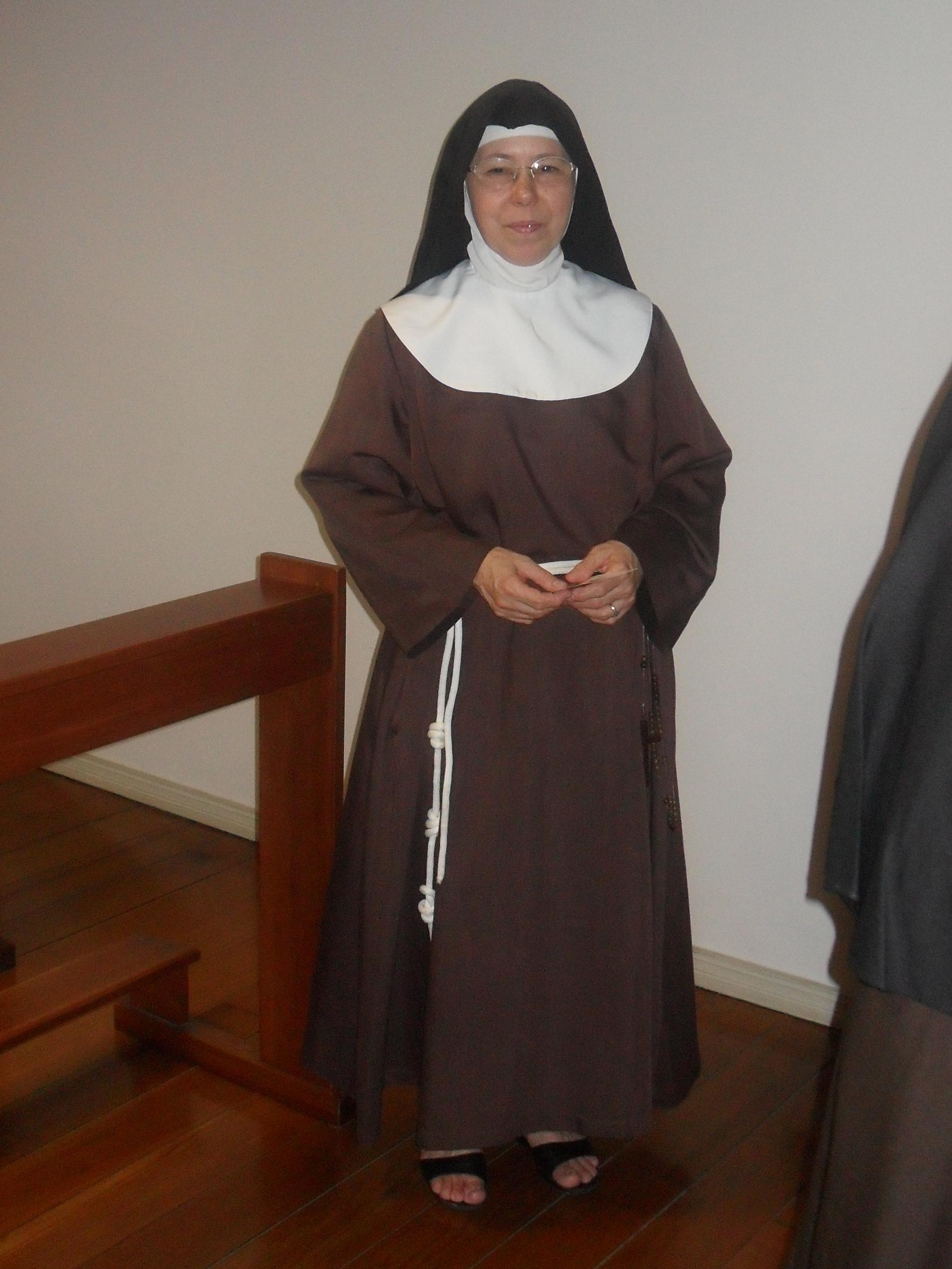
Monja clarisa.

La Primera Orden de San Francisco fue fundada en 1209. Sus miembros eran conocidos como hermanos menores. A partir de 1210 san Francisco de Asís tuvo su residencia habitual en la iglesia de Porciúncula, en Asís, Italia. Santa Clara, una joven muchacha noble de Asís a la que le gustaban los sermones de san Francisco, se fue de la casa familiar con una amiga llamada Pacífica y se presentó en Porciúncula en la noche del Domingo de Ramos de 1212. San Francisco les cortó el cabello y les dio un hábito como el suyo. Posteriormente, las mandó a vivir al monasterio de monjas benedictinas de San Paolo de Bastia. Al cabo de unos días se trasladaron al monasterio de benedictinas de Sant Angelo, en el monte Subasio de la provincia de Perugia. Posteriormente se les unió una hermana de Clara, Inés, a la cual Francisco también cortó el pelo. Tiempo después, obispo Guido de Cortona les entregó a estas monjas la iglesia de San Damián en Asís. El propio san Francisco organizó la comunidad de San Damián, les aconsejó y les entregó numerosos escritos sobre vida religiosa.
El IV Concilio de Letrán de 1215 indicaba que todas las órdenes que no estaban aprobadas canónicamente debían tomar la regla de una orden ya aprobada. Las clarisas tomaron la regla benedictina. No obstante, Clara obtuvo de Inocencio III un singular "privilegio de pobreza".
Francisco conoció al cardenal Hugolino de Segni, obispo de Ostia y Velletri, en 1216. El cardenal Hugolino aprobó la regla de las clarisas de San Damián en 1219. Fue la primera mujer que escribió una regla para una comunidad. 
El papa Honorio III aprobó la regla de la Primera Orden de San Francisco con la bula Solet annuere del 22 de noviembre de 1223. En 1227 Hugolino fue escogido papa como Gregorio IX. El papa Inocencio IV aprobó unas reglas para las clarisas con la bula Quoties a nobis del 23 de agosto de 1247. No obstante, posteriormente el pontífice dijo en la bula Inter personas del 6 de julio de 1250 que esta no era obligatoria para las monjas.
El 16 de septiembre de 1252 el papa Inocencio IV aprobó otra regla para la orden. El cardenal Reinaldo de Conti di Segni fue protector de los franciscanos desde 1227 y desde 1248 también lo fue de las clarisas. El 27 de abril de 1253 logró que el papa Inocencio IV visitase a santa Clara en Asís, donde pasaba el final de su vida.
La aprobación de la regla por bula de Inocencio IV tuvo lugar con la Solet annuere del 9 de agosto de 1253. Reinaldo llegó a sumo pontífice en 1254 como Alejandro IV y canonizó a santa Clara en la catedral de Santa María de Anagni en 1255. En 1257 comenzó la construcción de la basílica de Santa Clara en Asís. En 1260 se enterró en este lugar el cuerpo de la santa. La basílica fue finalizada en 1265.
En 1221 el papa Honorio III aprobó el Memorial del propósito de los hermanos y hermanas de penitencia que viven en sus propias casas (conocido como el Memoriale), que va dirigido a todas las órdenes de penitencia en general, y que fue la primera norma usada por la Tercera Orden de San Francisco, fundada en el siglo XIII para hombres y mujeres seglares franciscanos.
La beata Isabel de Francia, hermana del rey san Luis IX, quiso fundar un monasterio de damas pobres cerca de París, bajo la inspiración de santa Clara. Elaboró una nueva regla que, posteriormente, fue estudiada y modificada por cinco teólogos franciscanos de la Universidad de París, entre los que estaba san Buenaventura de Fidanza. Esta regla fue aprobada por Alejandro IV el 27 de julio de 1263 y, finalmente, recibió la bula de Urbano IV Religionis augmentum del 27 de julio de 1263. Esta regla fue profesada por 10 conventos en Francia e Inglaterra, empezando por el primero de Longchamps, cerca de París. Aunque se trataba de una orden de clausura, tenía algunas modificaciones con respecto a la regla de santa Clara en espiritualidad y mitigaba el requisito de la pobreza, permitiendo que el convento tuviera rentas. Estas monjas también recibían asistencia espiritual de los franciscanos.
Durante su pontificado, Alejandro IV continuó siendo protector de franciscanos y clarisas. Cuando fue sucedido por Urbano IV en 1261, los franciscanos pidieron al papa que les asignase como protector al cardenal Juan Cayetano Orsini, lo que les fue concedido, aunque las clarisas tuvieron de protector a Esteban de Hungría, obispo de Palestrina. El papa Urbano IV, en la bula Inter personas del 19 de agosto de 1262, confirmó que en las circunstancias que se daban los franciscanos debían ser los que atendiesen las necesidades espirituales de las clarisas. Para tratar la jurisdicción franciscana de las clarisas y el papel del cardenal protector, el cardenal Cayetano de Orsino preparó una nueva regla para las clarisas, que fue aprobada por Urbano IV por bula del 18 de octubre de 1263. En esta regla el cardenal protector asignaba a las comunidades clarisas un visitador o un capellán, sin que este tuviese que ser necesariamente franciscano. También se consiguió la unificación con el mismo cardenal protector de todos los conventos de religiosas seguidoras de santa Clara, incluidos los fundados con la regla de la beata Isabel de Francia. La regla urbanista permitía que los conventos de clarisas tuvieran propiedades y rentas. También añadía el uso del escapulario.
En el siglo XV, santa Colette Boylet, nacida en la ciudad francesa de Corbie, decidió hacerse religiosa y pasó por diversas órdenes religiosas buscando alguna que satisficiera sus necesidades espirituales. Primero se hizo beguina, luego benedictina, luego clarisa y, posteriormente, se hizo de la Tercera Orden de San Francisco. El fraile franciscano Enrique de Baume le recomendó que volviese a las clarisas, haciéndose monja de clausura de esta orden. En 1406 obtuvo un permiso para ir a Niza para encontrarse con el papa Benedicto XIII para exponer sus planes de reforma de la orden. El papa le dio autorización para fundar conventos de la orden reformada. Ella consiguió fundar una comunidad reformada en un monasterio de Besanzón y, posteriormente, pasó a haber unos 17 monasterios reformados o fundados nuevos. Santa Colette redactó unas constituciones que fueron aprobadas por el ministro general de los franciscanos en 1434 y en 1458 por el papa Pío II. Santa Colette falleció en Gante, Bélgica, en 1477 y fue canonizada por Pío VII en 1807. Las religiosas seguidoras de santa Colette son conocidas como clarisas descalzas.
En el siglo XV la española venerable María Lorenza Longo se casó con Juan Llonc y tuvo varios hijos. Una sirvienta intentó matarla con un veneno y ella quedó paralítica. Cuando Juan Llonc fue a Nápoles con Fernando el Católico en 1506 ella acompañó a su marido. El esposo falleció en 1509 y ella peregrinó en 1510 al santuario de Nuestra Señora del Loreto, donde fue curada de forma milagrosa, tras lo cual se hizo de la Tercera Orden de San Francisco. En 1519 fundó el hospital de los Incurables, que fue una de las instituciones religiosas más importantes de toda la península itálica. Ese año el notario genovés Ettore Vernazza formó también la Compañía de los Blancos de Justicia (por el color de sus túnicas), que tuvo su sede en este hospital. En 1537 fundó con María Ajerba el monastero delle Pentite en Nápoles para mujeres víctimas de la explotación sexual. Este monasterio estuvo dirigido por María Ajerba, aunque dependía del hospital.
Los capuchinos llegaron a Nápoles en 1529 y se instalaron en el hospital. María Lorenza Longo les hizo directores espirituales de la comunidad. En 1533 esta dirección fue de san Cayetano de Thiene, fundador de los teatinos. San Cayetano logró que Roma aprobase la creación de las Hermanas Franciscanas de la Tercera Orden en 1535. Estas monjas fueron conocidas como clarisas capuchinas. En 1538 María Lorenza Longo fundó el convento de Santa María en Jerusalén. Pablo III confirmó la creación de este monasterio un breve del 10 de diciembre de 1538, dándoles las reglas de las clarisas y limitando el número de monjas a 33, por lo que fue conocido como convento de las Treinta y tres.
En el siglo XIX la española Francisca Pascual Domenech, de Moncada, recorría junto con otras compañeras siete kilómetros al día caminando hasta Valencia para trabajar en una fábrica de hilado. Propuso a sus compañeras alquilar un piso en Valencia, donde vivir de lunes a sábado, lo cual hicieron. Se hizo religiosa de las adoratrices y, posteriormente, por su pobreza se hizo de la Tercera Orden de San Francisco en un beaterío de la calle Renglons (hoy Arzobispo Mayoral) de Valencia. En esta comunidad cada religiosa organizaba su vida espiritual y de trabajo de forma individual. Ella decidió organizar el beaterío y el resto de las religiosas aceptó su propuesta, por lo que el arzobispo Mariano Barrio aprobó las constituciones de esta nueva comunidad en 1876 como Congregación de Religiosas Terciarias Franciscanas de San Francisco de Asís y de la Inmaculada Concepción. El 9 de abril de 1902 la Santa Sede aprobó las constituciones de esta congregación. Francisca Pascual falleció en 1903 en un noviciado de su congregación en Moncada. Entonces la congregación tenía ya 29 casas y más de 200 hermanas en España.
En el siglo XX los franciscanos Stefano Maria Manelli y Gabriel Maria Pellettieri, seguidores de la espiritualidad acerca de la Inmaculada del fraile franciscano san Maximilian Kolbe, fundaron la Casa Mariana en Frigento, Italia, en 1982. La congregación tiene frailes y monjas. En 1990 contaban con 14 casas. En 1990 el papa Juan Pablo II aprobó la creación de la Congregación de Frailes Franciscanos de la Inmaculada como instituto diocesano y en 1998 lo aprobó como instituto de vida religiosa.